# Михайловка (Рузаевский район)
Михайловка — опустевшая деревня в составе  Трускляйского сельского поселения Рузаевского района Республики Мордовия.

## География
Находится на расстоянии примерно 8 км на юго-запад от районного центра города Рузаевка.

## Население
Постоянное население составляло 1 человек (русской национальности) в 2002 году, 0 в 2010 году .